# Centaurea coziensis
Centaurea coziensis — вид квіткових рослин айстрових (Asteraceae). Ендемік Румунії.